# 奥德丽·布朗
奥德丽·布朗（英語：Audrey Brown，1913年5月24日—2005年6月11日），英国女子田径运动员，主攻短跑。她曾代表英国参加1936年夏季奥林匹克运动会田径比赛，获得女子4×100米接力银牌。